# Moore Pinnacle
Moore Pinnacle är en bergstopp i Antarktis. Den ligger i Östantarktis. Australien gör anspråk på området. Toppen på Moore Pinnacle är 2 354 meter över havet.
Terrängen runt Moore Pinnacle är varierad. Trakten är obefolkad. Det finns inga samhällen i närheten. 